# Hemisus wittei
Hemisus wittei (tên tiếng Anh: De Witte's Snout-burrower) là một loài ếch thuộc họ Hemisotidae.
Loài này có ở Cộng hòa Dân chủ Congo và Zambia.
Môi trường sống tự nhiên của chúng là xavan ẩm, đồng cỏ nhiệt đới hoặc cận nhiệt đới vùng ngập nước hoặc lụt theo mùa, đầm nước ngọt có nước theo mùa, và đất canh tác.